# Dracula minax
Dracula minax là một loài lan.